# 대소요리문답
대소요리문답은 대요리문답과 소요리문답을 함께 부르는 말이다.

## 같이 보기
- 교리 문답서